# Mława

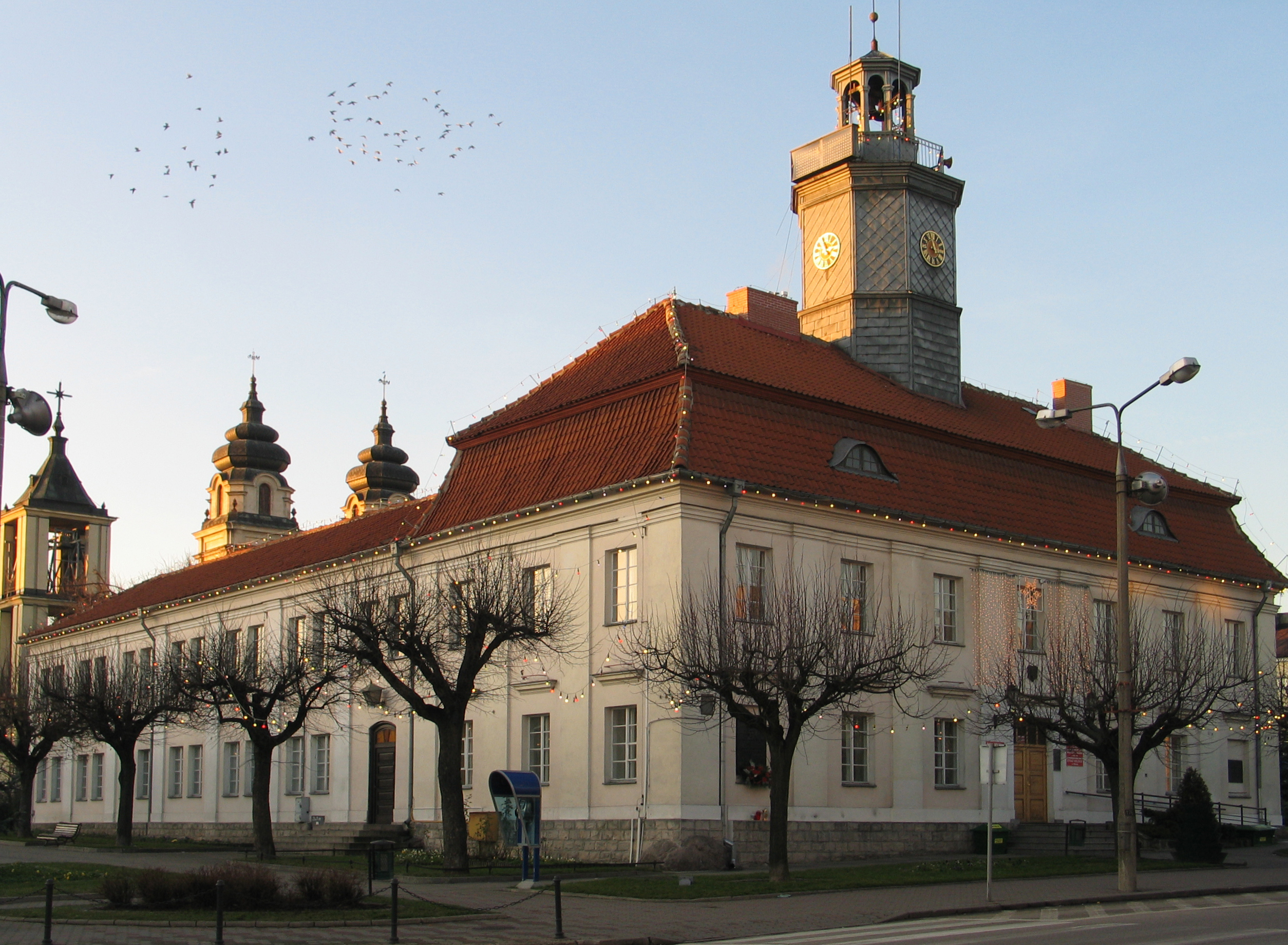
Hôtel de ville

Mława (prononcé en polonais : [ˈmwava]) est une ville polonaise de la powiat de Mińsk de la voïvodie de Mazovie dans le centre-est de la Pologne.
La ville est une gmina urbaine (gmina miejsko) et est le siège administratif (chef-lieu) de la powiat de Mława.
Elle se situe à 109 kilomètres à l'est de Varsovie, capitale de la Pologne.

## Histoire
Établi comme village au XVe siècle, Mława a obtenu son statut de ville en 1429.
La ville a été plusieurs fois ravagée par les agressions militaires, le feu, et les épidémies de peste (1572-1573, 1661-1662, 1708-1712).
En 1797 est établi pour la première fois un ghetto.
En 1914, la ville a été plusieurs fois prise ou reprise par les troupes allemandes et russes.
En septembre 1939, la ville est un objectif pour les troupes allemandes et polonaises : bataille de Mława.
Au cours de la Seconde Guerre mondiale, l'importante communauté juive de la ville est enfermée dans un ghetto puis décimée.
De 1975 à 1998, la ville appartenait administrativement à la voïvodie de Ciechanów.

## Climat
| Mois                              | jan. | fév. | mars | avril | mai  | juin | jui. | août | sep. | oct. | nov. | déc. | année |
| --------------------------------- | ---- | ---- | ---- | ----- | ---- | ---- | ---- | ---- | ---- | ---- | ---- | ---- | ----- |
| Température minimale moyenne (°C) | −4   | −4   | −2   | 3     | 8    | 11   | 12   | 12   | 8    | 4    | 0    | −3   | 2,08  |
| Température maximale moyenne (°C) | −1   | 1    | 5    | 12    | 18   | 21   | 23   | 23   | 18   | 12   | 4    | 1    | 11,4  |
| Précipitations (mm)               | 21,8 | 21,1 | 23,4 | 28,7  | 36,3 | 53,3 | 52,6 | 37,3 | 40,4 | 30,2 | 29,2 | 29,2 | 353,5 |

## Démographie
Données du 30 juin 2021 :
| Description        | Total  | Total | Femmes | Femmes | Hommes | Hommes |
| ------------------ | ------ | ----- | ------ | ------ | ------ | ------ |
| Unité              | Nombre | %     | Nombre | %      | Nombre | %      |
| Population         | 31 047 | 100   | 16 178 | 52,4   | 14 779 | 47,6   |
| Densité (hab./km²) | 892,2  | 892,2 | 464,8  | 464,8  | 424,6  | 424,6  |

## Occupation de la surface
En 2005 pour une superficie totale de 34,86 km2, cela représente:
- Résidentiel: 21 %
- Forêt: 24 %
- Terres arables : 54 %
- Autres: 1 %

La superficie de la ville représente 2,08 % de la superficie de la powiat.

## Personnalités
- Eva Kotchever (1891-1943), écrivaine féministe, est née à Mława.
- Sarah Lipska peintre, (1882-1973) née à Mlawa

## Galerie

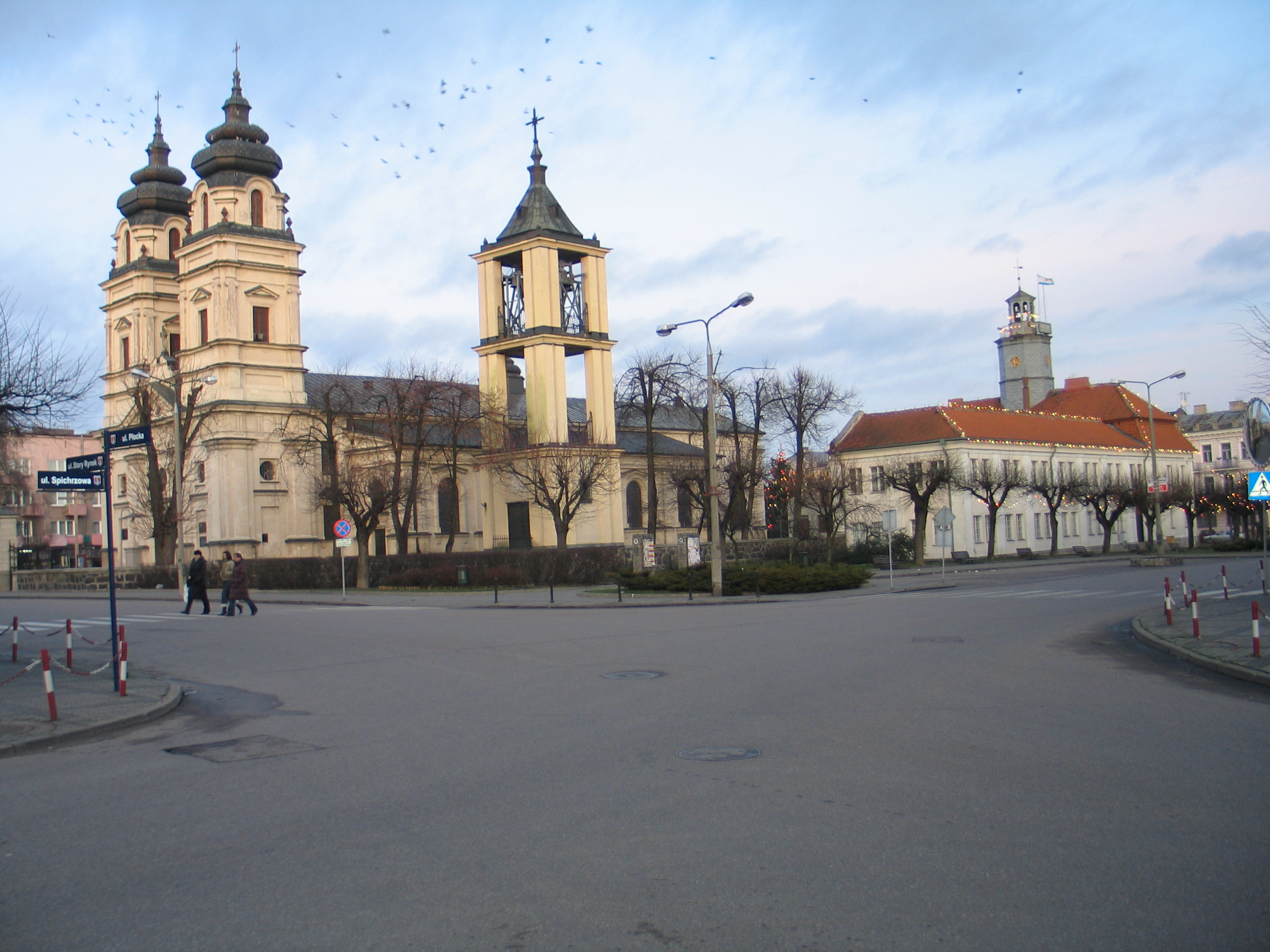
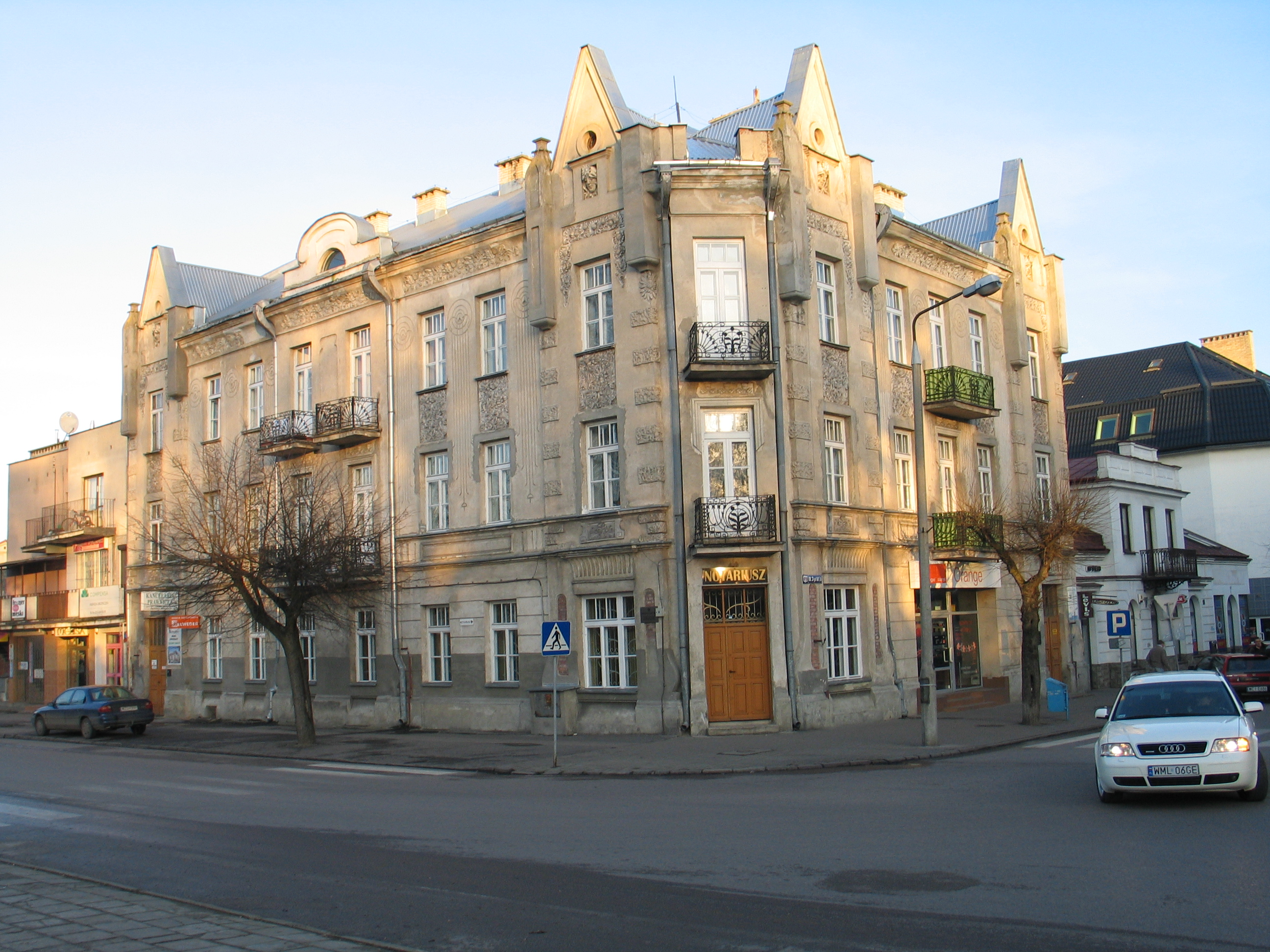
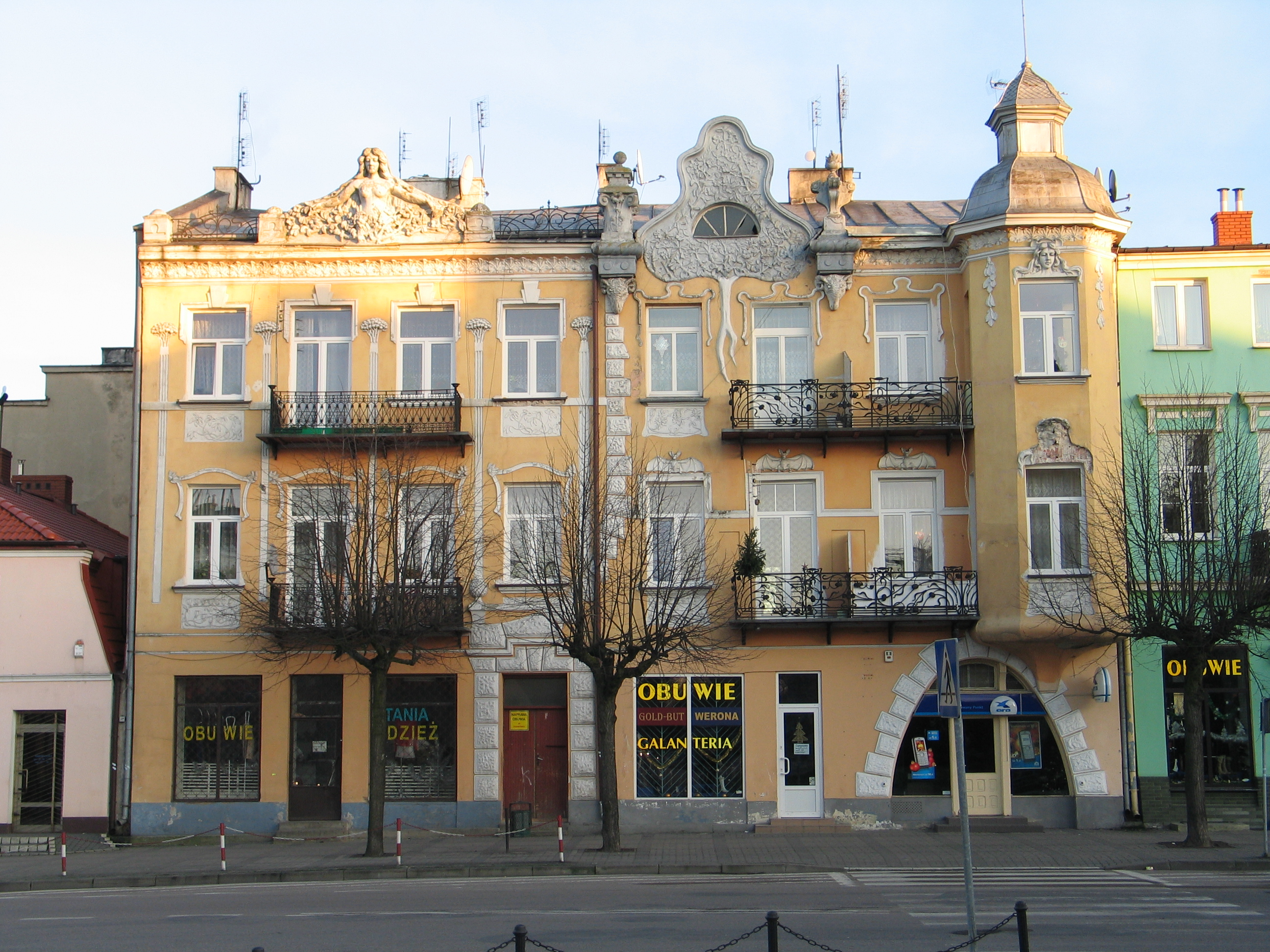
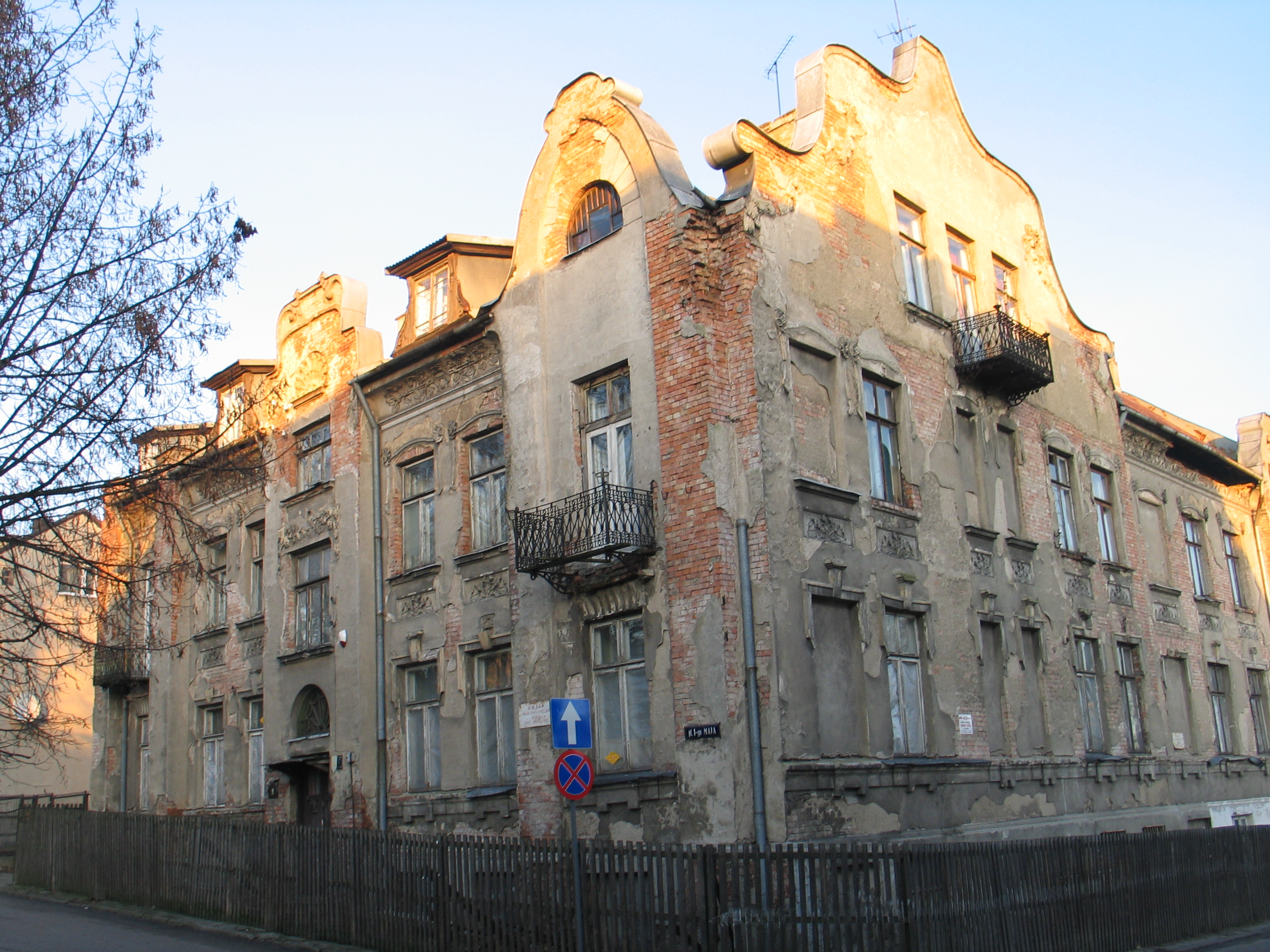
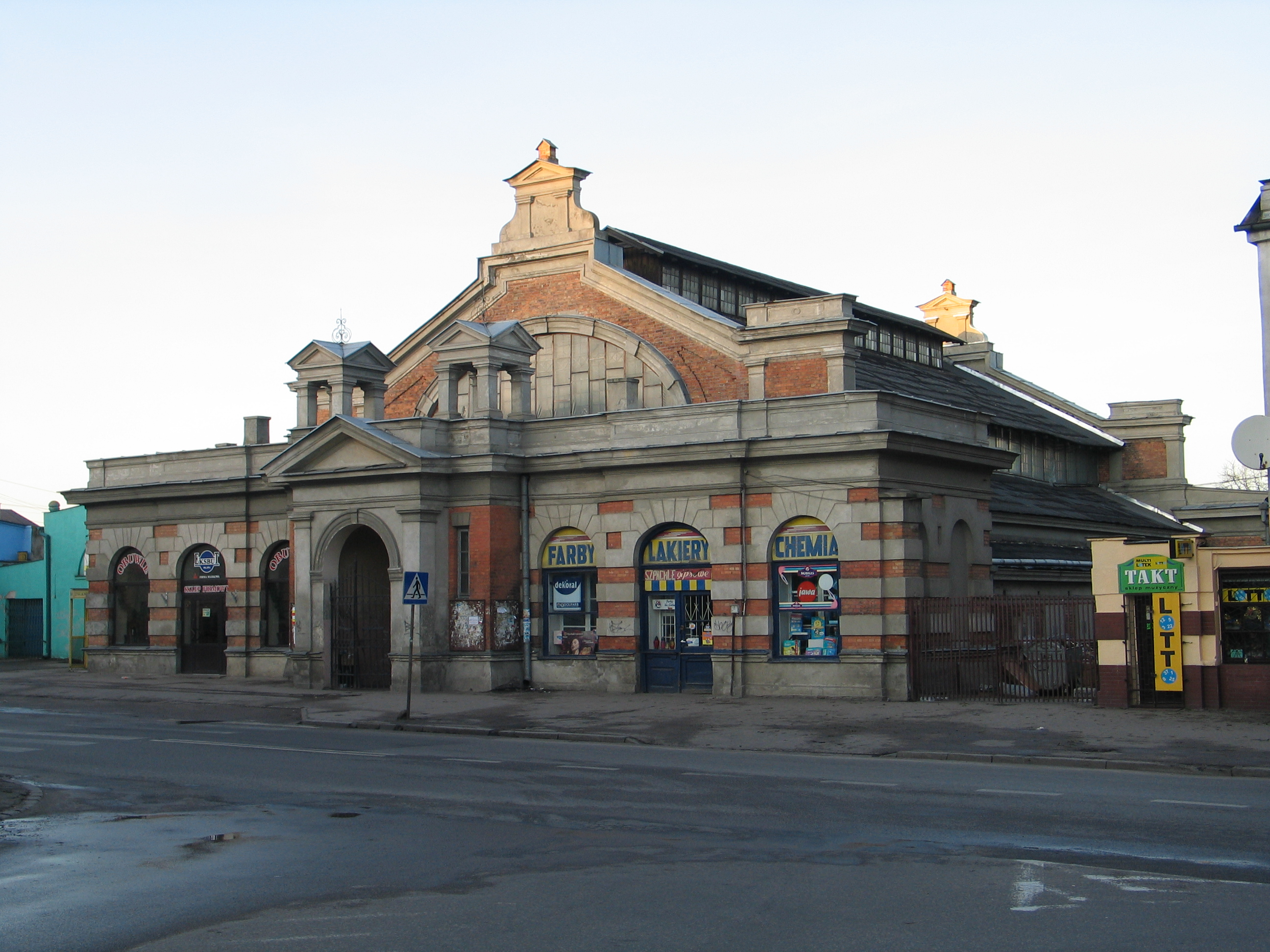
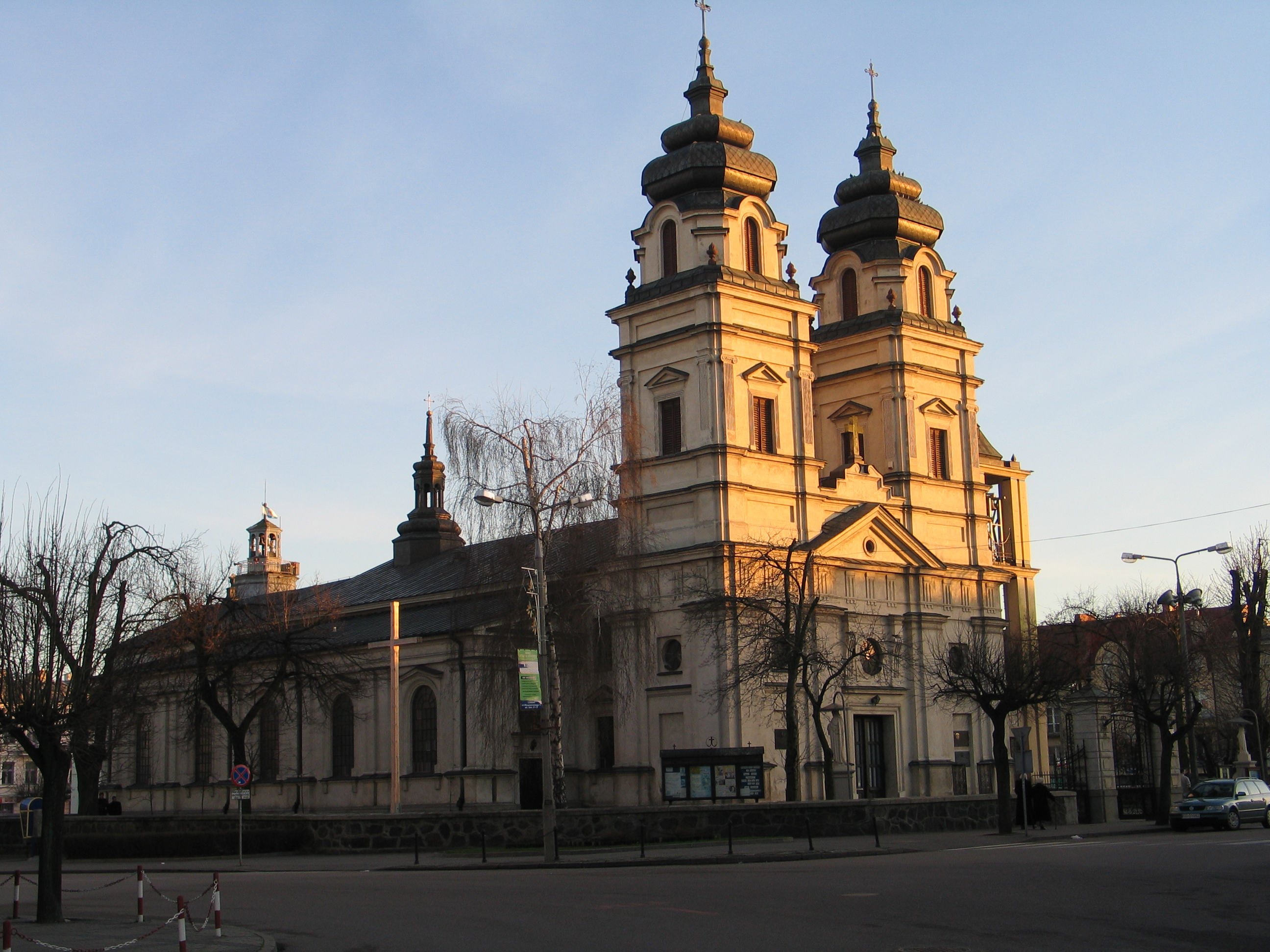
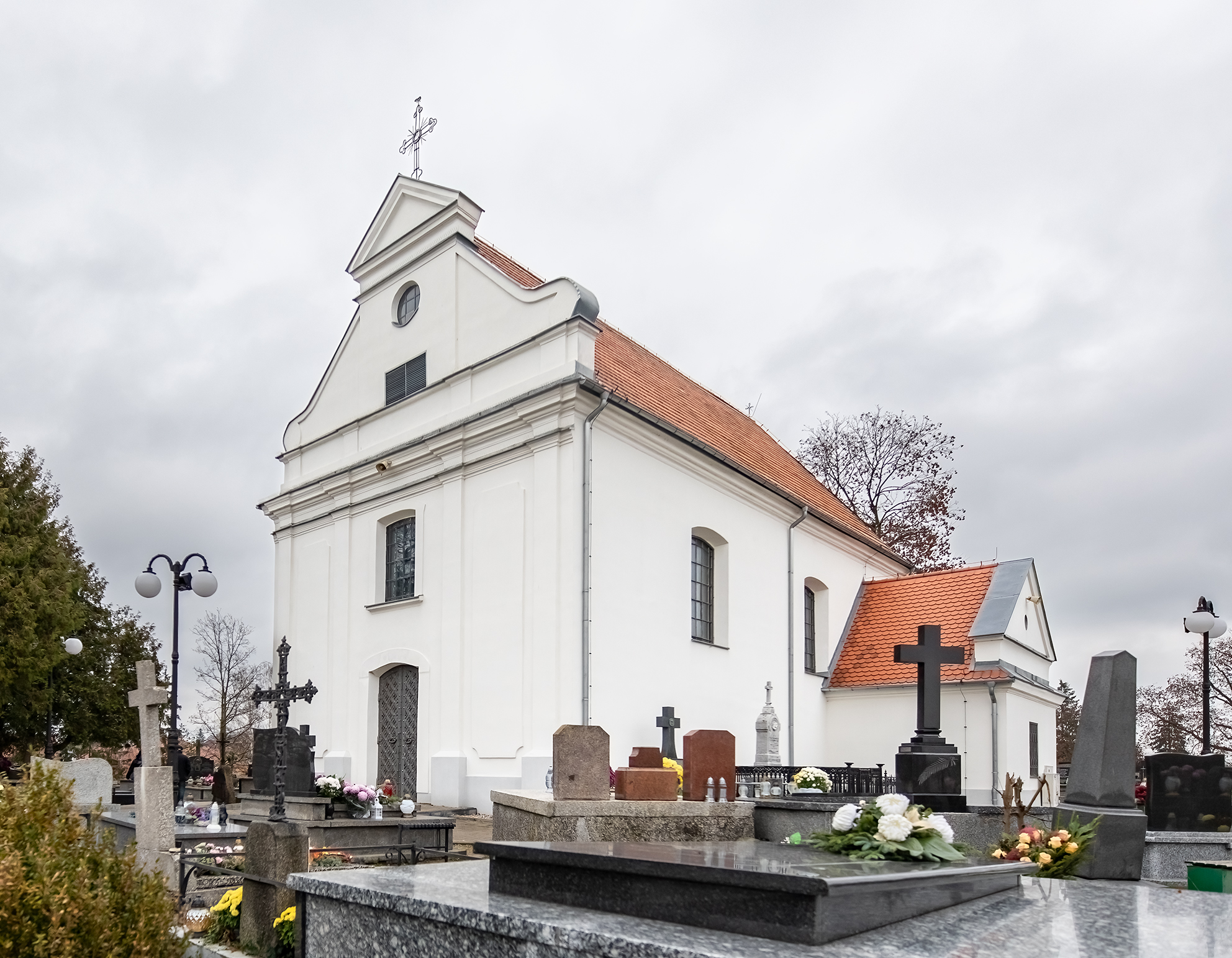
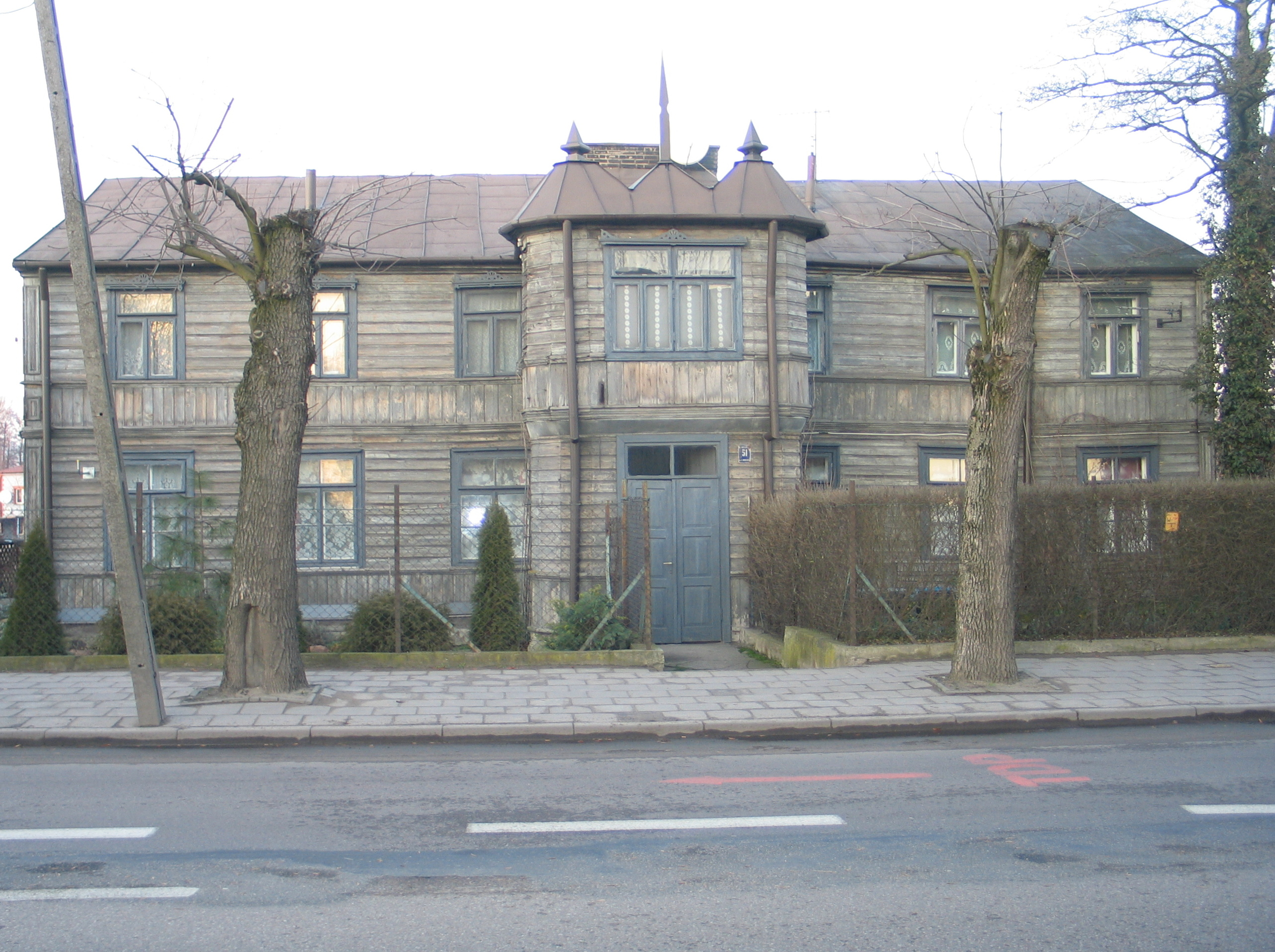
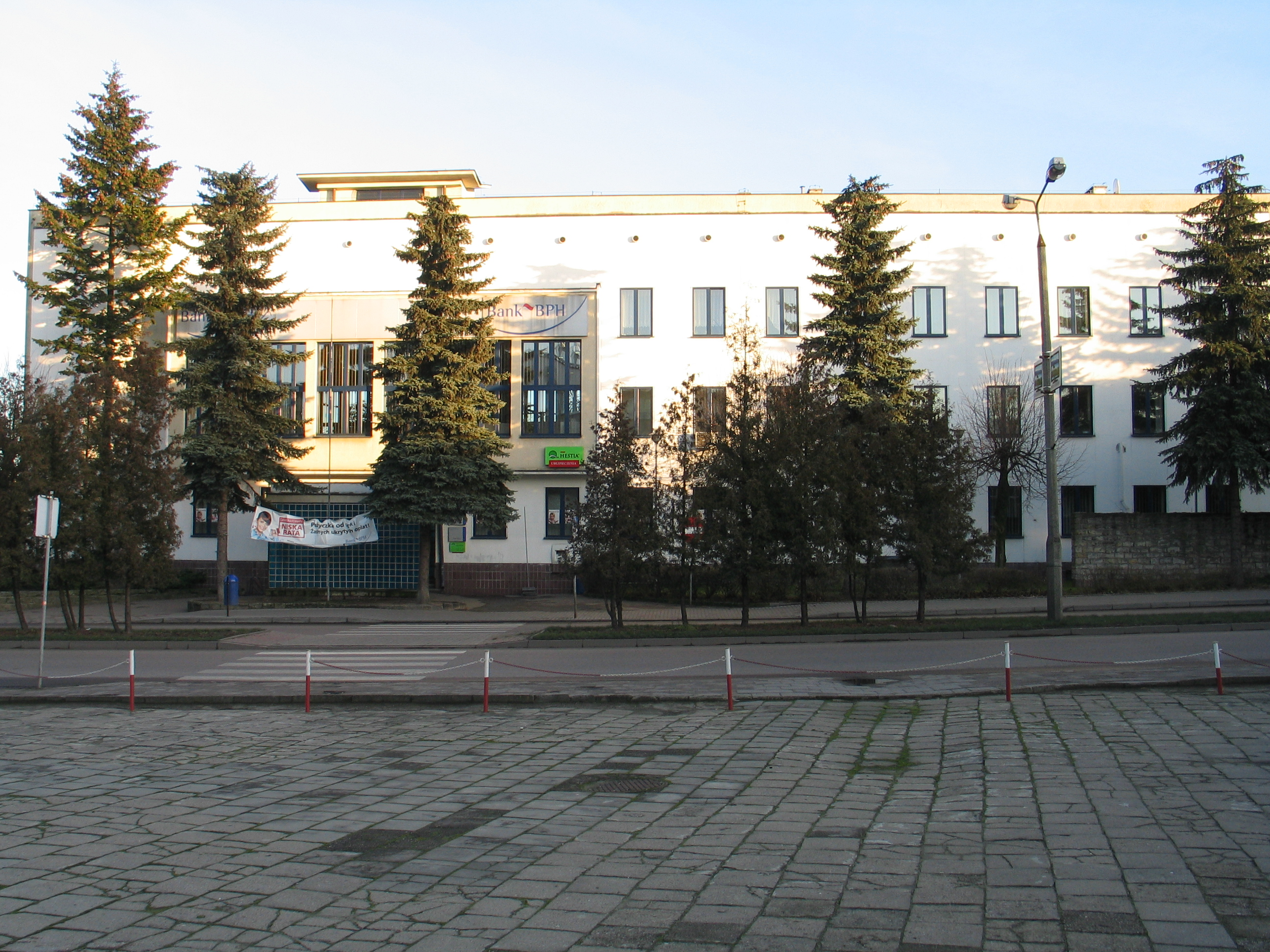

## Relations internationales

### Jumelage
La ville de Mława est jumelée avec:
- Bartoszyce (Pologne)
- Rosienie (Lituanie)
- Saverne (France)
- Baranáin (Italie)
- Castellalto (Italie)
- Cellino Attanasio (Italie)
- Canzano (Italie)[4]
- Moscufo (Italie)
- Năsăud (Roumanie)
- Kriwa Pałanka (Macédoine)
- Viernheim (Allemagne)
- Franconville (France)